# باسر
باسر كان نبيلاً مصريًا قديمًا خدم كـوزير خلال عهد كل من سيتي الأول ورمسيس الثاني في الأسرة المصرية التاسعة عشر. وفي وقت لاحق، أصبح أيضًا الكاهن الأكبر للإله آمون.

## العائلة
كان باسر ابن نب نترو تنري، الذي كان الكاهن الأكبر للإله آمون كذلك، ووالدته مريت رع التي كانت رئيسة حريم آمون. وتم ذكر أجداده من جهة الأم في قبره بأنهما آني ونايا، اللذان جاءا على ما يبدو من منف.
في قبر باسر، تم ذكر أخ له يُدعى تاتيا، والذي كان "خادمًا في معبد ماعت".

## حياته

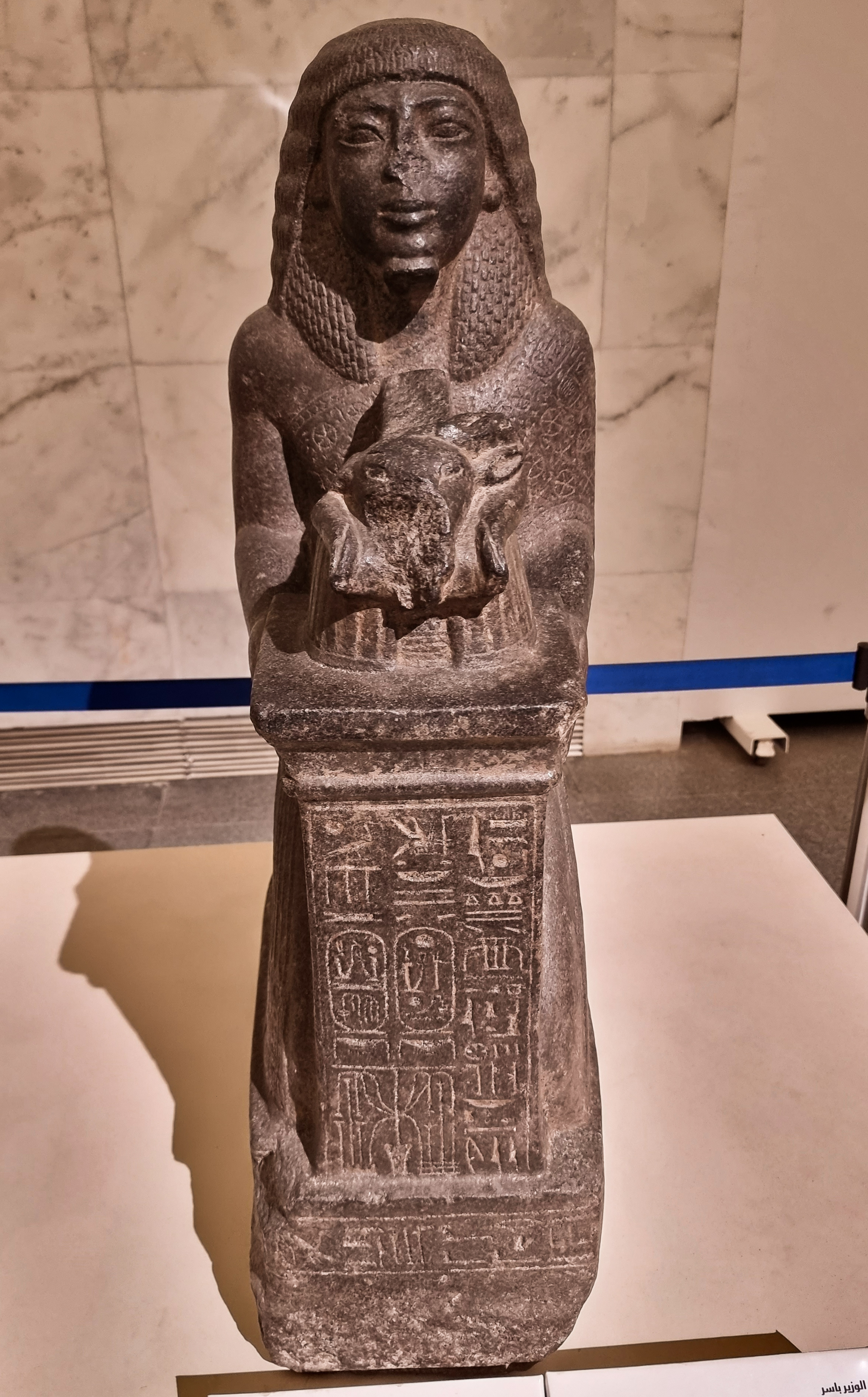
تمثال باسر (CG 42156)

كان باسر جزءًا من الحاشية المقربة لابن سيتي الأول، الأمير آنذاك رمسيس الثاني، وكان يُعتبر أميرًا وراثيًا وحاكمًا.
حاز باسر على العديد من الألقاب والأوسمة طوال حياته. يروي النص التذكاري في قبر باسر أن من ماعت رع، أي سيتي الأول، رفعه إلى رتبة "الرفيق الأول في القصر"، ثم رقاه لاحقًا إلى "كبير رجال بلاط رب الأرضين" و"الكاهن الأكبر لورت حكاو". وفي نهاية المطاف، عيّنه سيتي الأول حاكمًا للمدينة (أي العاصمة طيبة) ووزيرًا. تلقى باسر الجزية من الأراضي الأجنبية نيابةً عن ملكه، وأُرسل في جميع أنحاء مصر لحساب الإيرادات. وعندما اعتلى رمسيس الثاني العرش، أعاد تعيين باسر كـ "كبير رجال بلاط رب الأرضين"، "الكاهن الأكبر لورت حكاو"، و"الوزير".
من بين أعماله الرئيسية، كان الإشراف على بناء مقبرة 17 الخاصة بسيتي الأول في وادي الملوك.
حمل باسر العديد من الألقاب الأخرى وفقًا للنقوش على التماثيل والآثار. فقد كان نبيلًا وقاضيًا، وفم نخبن، وكاهنا لماعت، وحامل أختام ملك مصر العليا والسفلى، والمشرف على كل أعمال الملك، ورئيس أسرار الكتابة المقدسة، وغيرها.
آخر ما ورد عن باسر كوزير كان في السنة 21 من عهد رمسيس الثاني، ويُعتقد أنه شغل هذا المنصب خلال عهدي سيتي الأول ورمسيس الثاني لأكثر من 25 عامًا.
وفي نهاية المطاف، عينه رمسيس الثاني كـكاهن آمون الأكبر في طيبة. تم العثور على تمثال لباسر يحمل لقبه ككاهن أكبر في خبيئة الكرنك. والتمثال موجود الآن في المتحف المصري (CGC 42156). وُصف باسر بأنه نبيل وحاكم، وكاهن آمون الأكبر، والمشرف على أنبياء جميع الآلهة (الطيبيين). ويوجد "وشبتي" للكاهن الأكبر باسر في مجموعة جامعة لندن.

## المعالم الأثرية والآثار الأخرى
يُعرف باسر من خلال العديد من المعالم الأثرية والتماثيل. وقبره (TT106) مذكور أدناه.
يوجد طوب مختوم (متحف الآثار الوطني/المتحف المصري) على موقع المتحف المصري العالمي. النص يقول:

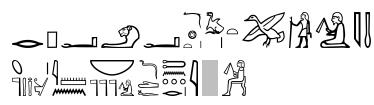
إري پعت حاتي عا إن نيوت باسر ماع خرو سا حم نتر تپي إن إمن نب نترو چددف تنري - الأمير الوراثي ومحافظ العاصمة باسر صادق الصوت ابن الخادم المقدس الأول لآمون نب نترو المسمى تنري

تم العثور على معالم باسم باسر في جميع أنحاء مصر. وهناك بعض العناصر التي لا يُعرف مصدرها. على سبيل المثال، تمثال من الجرانيت الرمادي يحمل لوحة ينتمي لباسر، وكذلك تمثال جالس من الجرانيت الأسود موجود الآن في المتحف البريطاني (BM 510). وقد ذكر "ويلبور" أنه رأى تمثالا لباسر في تل الربع. وبالنسبة لبعض الأشياء الأخرى، نعرف مصدرها وبعض هذه التفاصيل مذكورة أدناه.

### بر-رمسيس
- يُظهر عتب بابٍ باسر وهو يتعبد للصورة المؤلهة للملك رمسيس الثاني. أُعطيت لباسر عليها ألقاب النبيل الوراثي والحاكم، والأب المقدس، وكاهن سم، وحاكم المدينة، والوزير.
- تمثال لباسر يحمل لوحة، موجود الآن في متحف اللوفر (E 25980). تماثيل الآلهة ورت حكاو، سخمت، بتاح، ونيت مُدرجة على التمثال. هذا التمثال يعود إلى الفترة التي كان فيها باسر وزيرًا. وتشمل عدة ألقاب أخرى.
- تم العثور على تميمة على شكل لوحة في تانيس، ولكنها جاءت في الأصل من بر-رمسيس. يظهر فيها الوزير وهو يتعبد للصورة المؤلهة للملك رمسيس الثاني.[2]

### منف ومصر الوسطى
- تمثال يحمل بتاح من معبد بتاح في منف موجود الآن في المتحف المصري (CGC 630). بالإضافة إلى لقب الوزير، وُصف باسر بأنه الحاكم ذو عصا البات في بيت سخمت، والمشرف على جميع خزائن الملك، وعيون الملك في جميع أنحاء البلاد، الذي يجلب الرضا إلى مصر العليا والسفلى لسيده، وآذان الملك في قصره، والعديد من الألقاب الأخرى. ذُكرت والدا باسر، حيث قيل إن نب نترو تنري كان الكاهن الأكبر للإله آمون في هليوبوليس الجنوبية وكاهن سم في معبد بتاح. وذكرت والدته مريت رع أنها من حوت كا پتاح (منف).
- علبة أقلام من العاج من أبيدوس، موجودة الآن في متحف ليفربول (رقم 24.9.00.92) منقوشة باسم الوزير باسر.[2]

### مدامود وشرق طيبة
توجد ثلاثة تماثيل لباسر من هذه المنطقة، وكلها تصوّر الوزير باسر.
- تمثال جالس من مدامود، موجود الآن في المتحف البريطاني (BM 954).
- تمثال كتلة من الجرانيت الأسود من خبيئة الكرنك، موجود الآن في المتحف المصري (JdE 38062)
- تمثال كتلة من خبيئة الكرنك، موجود الآن في المتحف المصري (CGC 42164)[2]

### غرب طيبة، باستثناء دير المدينة
تم العثور على أربعة تماثيل لباسر في هذه المنطقة، ثلاثة منها جاءت من الدير البحري، والرابع يُعتقد أنه جاء من مكان ما في طيبة.
- تمثال كبير من معبد منتوحتب في الدير البحري (UM E.534+)
- تمثال أصغر من معبد منتوحتب في الدير البحري، موجود الآن في المتحف البريطاني (BM 678)
- تمثال مزدوج لباسر ووالدته من الدير البحري، موجود الآن في المتحف المصري (CGC 561)
- تمثال لباسر ربما من طيبة، موجود الآن في المتحف الوطني للفنون في كوبنهاغن (AEIN 50)

في غرب طيبة تم العثور على عدة قطع من النقوش الجدارية التي تذكر باسر. قطعتان من النقوش الجدارية تُظهران رمسيس الثاني أمام الإلهة حتحور وتذكران الوزير باسر. توجد نقوش جدارية في المقبرة رقم 93 (TT93)، وهي مقبرة قن آمون من عهد أمنحتب الثاني، تذكر باسر. وهناك نقش جداري آخر في المقبرة 311، وهي مقبرة خيتي أمين الخزانة من الأسرة الحادية عشرة، يذكر زيارة قام بها باسر "لمشاهدة ... أعمال ... سلفه (البعيد)، خيتي..."
تُظهر لوحة نذرية من غرب طيبة الوزير باسر ووالدته مريت رع وهما يتعبدان لـ وننفر، ولوحة أخرى من طيبة، وهي الآن في كوبنهاغن (AEIN 1553)، تُظهر باسر ووالده نب نتر تنري أمام حتحور. وقد أُهدِيت هذه اللوحة من قبل خادم في مكان الحق (دير المدينة حاليا).
في المصلى الجنائزي لـ بنبوي (TT10) يظهر باسر بجانب رمسيس الثاني.

### دير المدينة
يتم ذكر باسر كثيرًا في دير المدينة. توجد حوالي عشر لوحات نذرية تُظهر باسر مع الملك رمسيس الثاني أمام آلهة مختلفة. اثنتان من هذه اللوحات تُظهران باسر مع الكاتب الجنائزي رعمسى، الذي كان الكاتب الرئيسي في دير المدينة.
تشمل عناصر أخرى من دير المدينة تماثيل، وأجزاء من الكورنيش، وأعمدة (قاعدة تمثال؟) وأخيرًا رسائل بين باسر والكتبة. تتضمن إحدى الرسائل من الكاتب رعمسى ذكرًا لكاتبين آخرين هما هوي وآ. رسالة أخرى من الكاتب إينو(?)شفنو تسجل كيفية استلام وتسليم أجور العمال في المقابر. وتذكر رسالة أخرى من الكاتب مسي تفتيشًا قام به رئيس المخزن خريوف. كما يكتب الكاتب نب رع إلى باسر لإبلاغه بأن "قرية الفرعون في حالة ممتازة".

### صعيد مصر
يوجد مصلى لباسر في غرب جبل السلسلة في منطقة معبد حورمحب. ويحمل باسر ألقاب "النبيل" و"الكونت"، و"القاضي" و"الكريم"، و"فم نخن"، و"كاهن ماعت"، وحاكم المدينة والوزير. ويُقال أيضًا إنه "المشرف على أنبياء جميع الآلهة في مصر العليا والسفلى".

## مقبرة
دُفن باسر في المقبرة المرقمة TT106 الواقعة في جبانة شيخ عبد القرنة، غرب الأقصر، في مصر. تشمل الواجهة الخارجية للمقبرة خرطوش رمسيس الثاني. تتضمن المشاهد باسر ووالدته مريت رع في صورة مومياوات، ومزار كانوبي مع جراره يتم تقديم القرابين له بواسطة أخيه تيتي عا.
تزين عدة أعمدة في القاعة. يُظهر باسر أمام أمنحتب الأول وأحمس-نفرتاري. في نفس العمود، يُرى الأخ تيتيا مجددًا يقدم القرابين أمام باسر ووالدته ميريتري. عمود آخر يُظهر باسر ووالديه يعبدون الآلهة. توجد مشاهد أمام أوزيريس وماعت، ووالديه أمام وننفر، ويشارك باسر في مهرجان الوادي، ويمدح رع وآمون.
تشمل النصوص ترنيمة لـ أوزيريس، وأغنية العازف على القيثارة، ونصًا سيريًا ومدحًا للملك رمسيس الثاني.
تشمل الأشياء الجنائزية جرتين كانوبيتين، وهما الآن في المتحف المصري بالقاهرة (CGC 4325 و4326). تظهر على إحداهما صورة الإلهة سلكت ودواموتيف، وعلى الأخرى صورة إيزيس وقبح سنوف. تمثال وشبتي لباسر موجود الآن في مجموعة برلين (برلين 367)، بينما توجد ثلاثة تماثيل شابتي أخرى في مجموعة جامعة كوليدج بلندن (أرقام 93-94-95).